# Georg Christian Schemelli

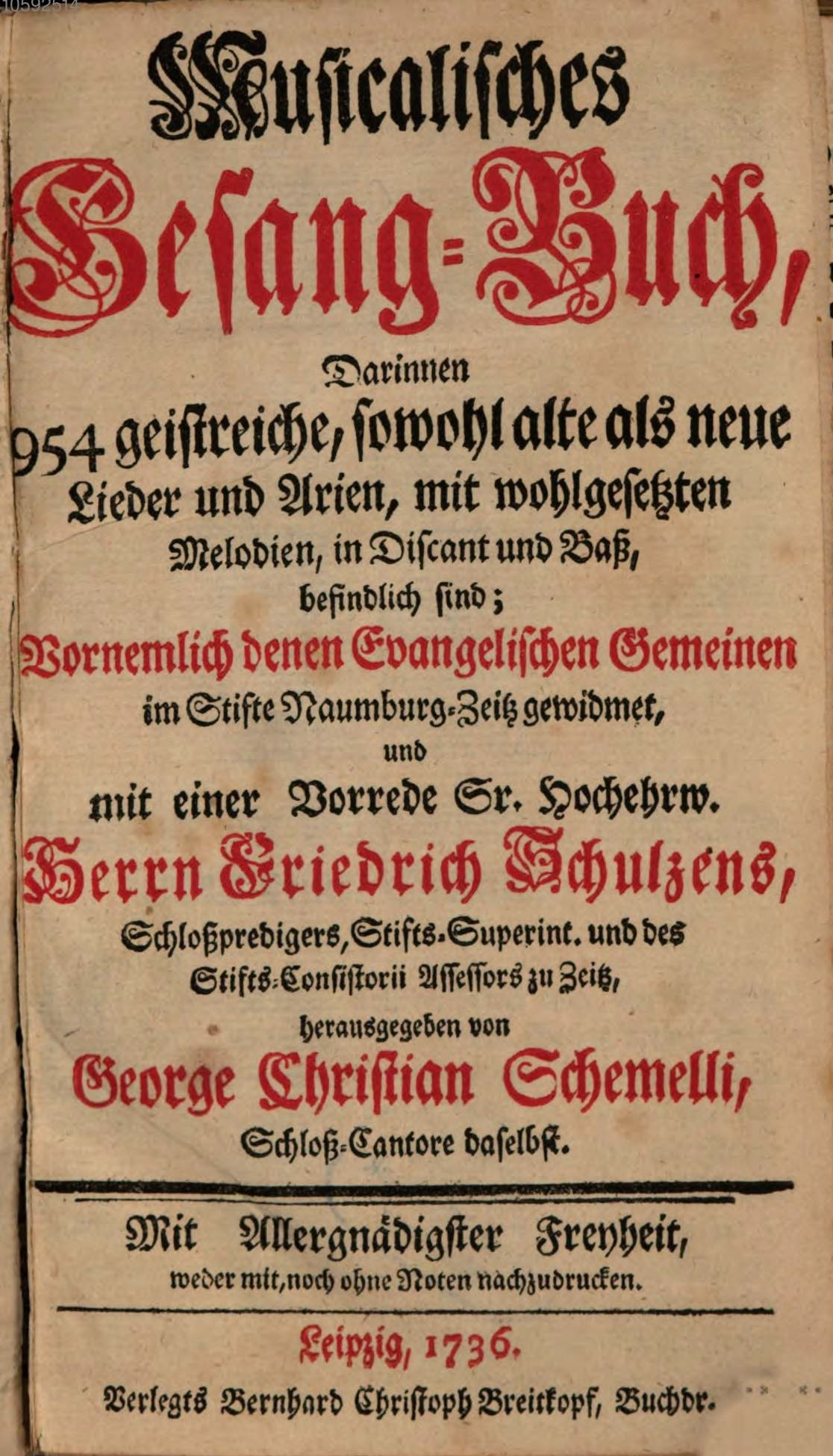
Titelblatt des Musicalischen Gesang-Buchs

Georg Christian Schemelli (* 1676/1678/1680 in Herzberg; † 5. März 1762 in Zeitz) war ein deutscher Kantor und Verfasser eines Gesangbuches, an dem auch Johann Sebastian Bach mitarbeitete.

## Leben
Georg Christian Schemelli war von 1695 bis 1700 Schüler der Thomasschule in Leipzig. 1707 trat er die Kantorenstelle in Treuenbrietzen an. 1727 wurde er Hofkantor in Zeitz, eine Position, die er bis zu seinem Ruhestand 1758 innehatte. Sein Sohn Christian Friedrich wurde sein Nachfolger.

## Werk
Schemellis einzige bekannte Veröffentlichung ist das Musicalische Gesang-Buch, das 1736 mit einem Vorwort von Friedrich Schulze in Leipzig erschien und durch die Mitarbeit Bachs bis heute bekannt ist. Es enthält 954 geistliche Lieder, von denen 69 mit Noten versehen sind. Dabei wurde durchweg lediglich die Melodie und eine bezifferte Bassstimme notiert. Die Texte stehen in der Tradition des Pietismus und waren wahrscheinlich für die musikalische Begleitung von Hausandachten bestimmt. Vielfach haben die Lieder eher den Charakter von einfachen Arien als von Chorälen.

### Beteiligung Bachs
Der Kontakt von Schemelli zu Bach kam möglicherweise über Schemellis Sohn Christian Friedrich zustande, der von 1733 bis 1735 ebenfalls Thomasschüler war und anschließend an der Leipziger Universität studierte. 
Im Vorwort zum Musicalischen Gesang-Buch schreibt der Zeitzer Schlossprediger und Stiftssuperintendent Friedrich Schulze:
„Die in diesem Musicalischen Gesangbuche befindlichen Melodien, sind von Sr. Hochedl. Herrn Johann Sebastian Bach, Hochfürstl. Sächß. Capellmeister und Directore Chor. Musici in Leipzig, theils ganz neu componiret, theils auch von Jhm im General-Baß verbessert, und beym Anfange eines jeden Liedes gleich eingedrucket worden.“
Unklar ist, in welchem Umfang Bach an der Komposition der 69 Lieder beteiligt war. Zwar werden diese im Bach-Werke-Verzeichnis unter den Nummern 439 bis 507 geführt, jedoch gilt seine Urheberschaft in der neueren Bach-Forschung nur für BWV 452, 478 und 505 als wirklich gesichert; mit seinem Namen bezeichnet ist im Originaldruck nur Vergiß mein nicht, mein allerliebster Gott (BWV 505). Bei den anderen dürften der bezifferte Bass, vielfach auch Eingriffe in die Melodie von seiner Hand stammen.